# Sheldon Harris
Sheldon Harris (nacido Sheldon Hand Harris; Condado de Cuyahoga, Ohio, 13 de agosto de 1924-Brooklyn, Nueva York, 8 de septiembre de 2005) fue un historiador de la música aficionado y coleccionista de jazz y blues estadounidense. Su libro, Blues Who's Who, resultado de 20 años de investigación, detalla las biografías de 571 cantantes. Es una referencia reconocida en el ámbito de la música blues. En 1981 ganó el premio W.C. Handy de la Memphis Blues Foundation y en 1983 el Blues Hall of Fame Award en la categoría de clásicos de la literatura del blues.
Harris donó su colección particular a la Universidad de Misisipi. Incluye más de 1.800 discos de 78 rpm, 589 partituras, fotografías y su material de investigación. La colección está digitalizada y disponible en línea.

## Obras
- 1986: Clyde E. B. Bernhardt,  Sheldon Harris, I Remember: Eighty Years of Black Entertainment, Big Bands, and the Blues, 1986,  University of Pennsylvania Press, ISBN 9780812212235
- 1979: Sheldon Harris, Blues Who's Who: A Biographical Dictionary of Blues Singers, Arlington House, ISBN 0870004255